# Champrenault
Champrenault ist eine französische Gemeinde mit 37 Einwohnern (Stand 1. Januar 2022) im Département Côte-d’Or in der Region Bourgogne-Franche-Comté. Sie gehört zum Kanton Semur-en-Auxois und zum Arrondissement Montbard.
Nachbargemeinden sind Villy-en-Auxois im Nordwesten, Charencey im Norden, Turcey im Osten, Saint-Hélier im Süden und Chevannay im Westen.

## Bevölkerungsentwicklung
| Jahr                       | 1962 | 1968 | 1975 | 1982 | 1990 | 1999 | 2008 | 2015 |
| -------------------------- | ---- | ---- | ---- | ---- | ---- | ---- | ---- | ---- |
| Einwohner                  | 43   | 38   | 36   | 37   | 49   | 41   | 30   | 34   |
| Quellen: Cassini und INSEE |      |      |      |      |      |      |      |      |